# Sant Domènec dels Tossals
Sant Domènec dels Tossals o Sant Domènec de Mitja Costa és una església romànica de Ponts (Noguera) inclosa a l'Inventari del Patrimoni Arquitectònic de Catalunya.

## Descripció
Sant Domènec dels Tossals s'emplaça a mig vessant de l'obaga de Sant Domènec. Es tracta d'una església aïllada de nau única de planta rectangular sense absis diferenciat.
Una portalada carreuada, amb arc de mig punt, s'obre a la façana oest. Sobre d'aquesta hi ha una petita finestra tipus espitllera. Corona aquesta façana una espadanya d'un ull d'arc de mig punt amb una creu de ferro forjat al capdamunt. La porta original, però, resolta en arc de mig punt, s'obre a la façana nord, de cara a la vall. A la mateixa façana, prop de l'extrem de llevant, hi ha una estreta finestra de doble esqueixada.
L'aparell, molt descurat, és format per reble irregular, amb un sector del parament -a la zona de la porta nord i en la façana oest-, resolt amb carreus escodats, que correspon clarament a una reforma de l'obra original. La teulada, és a doble vessant, amb el carener perpendicular a la façana de ponent i coberta de teula àrab.
A l'interior trobem una volta de canó de perfil apuntat, suportada per set arcs torals extremadament junts, construïts amb carreus escodats perfectament tallats.
A davant de la façana de ponent hi ha els vestigis d'un porxo.
L'estructura de l'església de Sant Domènec pot ser considerada de gran singularitat en la regió on es troba, però, en canvi, té clars paral·lels a la zona de l'Ebre, com Sant Bartomeu de les Camposines (la Fatarella) o Santa Magdalena (Riba-roja d'Ebre). Són edificis construïts, probablement dins del segle xiii, en els quals es poden veure ressonàncies d'arquitectura templera i d'estructures de l'antiguitat tardana del Pròxim Orient.